# Voltziales
Voltziales este un grup extinct de conifere, fosilele căruia au fost descoperite și în Antarctica . Voltziales au locuit pe supercontinentul Gondwana.